# Paspalum leptachne
Paspalum leptachne är en gräsart som beskrevs av Mary Agnes Chase. Paspalum leptachne ingår i släktet tvillinghirser, och familjen gräs. Inga underarter finns listade i Catalogue of Life.